# زوم ایرویز
زوم ایرویز (به انگلیسی: Zoom Airways) یک شرکت هواپیمایی با کد یاتا 3Z بود که در ۱ اوت ۲۰۰۲ میلادی تأسیس شده‌بود. دفتر مرکزی زوم ایرویز در داکا، بنگلادش واقع شده‌بود و قطب این شرکت هواپیمایی در فرودگاه بین‌المللی شاه‌جلال قرار داشت و به مقصدهایی در بنگلادش و جنوب شرق آسیا، پرواز مستقیم انجام می‌داد.